# Ekombite
Ekombité est une localité du Cameroun située dans le département du Dja-et-Lobo et la région du Sud. Elle fait partie de la commune de Zoétélé.

## Géographie
Le So'o, affluent du Nyong, y prend sa source.